# Бреговой (район на Москва)
Бреговой е административен район на Северен окръг в Москва.